# جزيرة مرورية

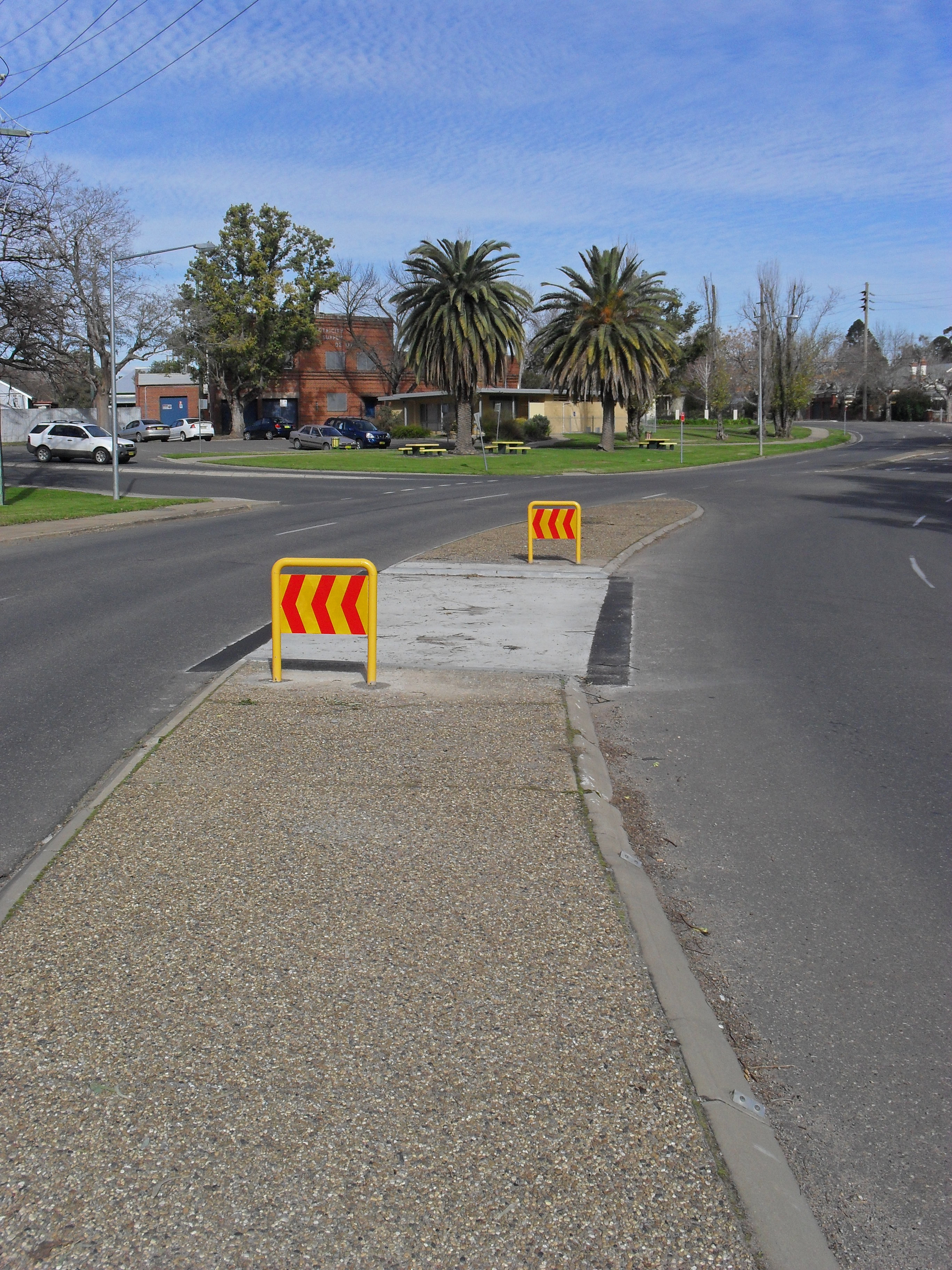
جزيرة مروريّة في واجا واجا، نيوساوث ويل، أستراليا.

الجَزِيْرَة المُروريَّة (بالإنجليزية: traffic island)‏، أو الجزيرة الوسطى أو الحاجز الوسيط أو الجزْرة الوسطية في اصطلاح الطرق هي جسم صلب أو تلوين في الطريق يُقَسِّم حركة المرور. وتفصل بين مسارين (اتجاهي السير) وتحجز بينهما، ويسمى الطريق ذو الجزيرة الوسطى مزدوجا. وَيُمكن أن تكون شريطًا رفيعًا من جزيرة بين الطُرُق الَّتي تتقاطَع عند زاوية حادّة. إذا استخدَمت الجزيرة الواصمات الطرقيّة فقط، بدون أرصفة أو أي عوائق أُخرى، فإنَّها تُدعى جزيرة مَدهونة (بالإنجليزية: painted island)‏ أو -خاصَّةً في المملكة المتحدة- جزيرة شبح (بالإنجليزية: ghost island)‏. يُمكن استخدام الجُزُر المُروريّة لتخفيف سرعة السيّارات المارّة.
عندما تطول الجزر المروريّة، فإنَّها تُدعى قطاع متوسط؛ وهي شريط في مُنتصف الطريق. يعمل على تقسيم الطرقات الطويلة للغاية.
عند القيام بانعطاف لليسار، فإنَّ السائقين قد يمشون فوق الجزر المَدهونة على الرُّغم من أنَّ ذلك -عمليًّا- غير قانونيّ. تعمل بعض الجزر المروريّة كأنَّها جزيرة الملجأ (بالإنجليزية: refuge island)‏ للمُشاة. غالبًا ما تُستَخدم الجزر المروريّة عند التقاطعات العمياء للطرق لمنع السيّارات من قطع الزوايا ذات الخطورة العالية، أو لمنع حركة مروريّة مُعيَّنة إطلاقًا، بهدف السلامة المروريّة أو التهدئة المروريّة.
في مناطق مُحَدَّدَة من المملكة المتحدة، وَخاصّةً الأراضي الوسطى، يُستخدم المُصطلح «جزيرة» كمُرادف للدوّار.

## طالع أيضًا
- دائرة مرورية
- جزيرة ملاذ